# Agrypon
Agrypon is een geslacht van vliesvleugelige insecten uit de familie van de gewone sluipwespen (Ichneumonidae). De wetenschappelijke naam van het geslacht is voor het eerst geldig gepubliceerd in 1860 door Arnold Förster. De naam Agrypon betekent "zonder kromming" of "niet gebogen" en verwijst naar het kenmerk dat Förster gebruikte om de soorten uit dit geslacht te onderscheiden: de eerste dwarsader in de achtervleugels is niet gebogen of gebroken.
Agrypon is een omvangrijk geslacht dat in alle zoögeografische gebieden voorkomt. Deze sluipwespen zijn parasitoïden van vlinderlarven: ze leggen hun eitjes in de larven van vlinders en de wespen komen tevoorschijn uit de pop.

## Europese soorten[2]
- Agrypon adiscoidellatum (Constantineanu & Petcu 1969)
- Agrypon anomelas (Gravenhorst 1829)
- Agrypon anxium (Wesmael 1849)
- Agrypon batis (Ratzeburg 1855)
- Agrypon brachycerum Hellen 1950
- Agrypon canaliculatum (Ratzeburg 1844)
- Agrypon clandestinum (Gravenhorst 1829)
- Agrypon constantineanui Petcu 1971
- Agrypon delarvatum (Gravenhorst 1829)
- Agrypon faciale Szepligeti 1905
- Agrypon flaveolatum (Gravenhorst 1807)
- Agrypon flexorioides Schnee 1989
- Agrypon flexorium (Thunberg 1824)
- Agrypon gracilipes (Curtis 1839)
- Agrypon hilare (Tosquinet 1889)
- Agrypon interstitiale Schnee 1989
- Agrypon minutum (Bridgman & Fitch 1894)
- Agrypon opaculum Heinrich 1952
- Agrypon rugifer (Thomson 1894)
- Agrypon scutellatum (Hellen 1926)
- Agrypon striatifrons Constantineanu & Petcu 1969
- Agrypon variegatum (Szepligeti 1899)
- Agrypon varitarsum (Wesmael 1849)

## Totaaloverzicht
| - A. adiscoidellatum - A. agnatum - A. alaskense - A. albiditarsum - A. alpinum - A. ambomum - A. anale - A. angulatum - A. annulare - A. anomelas - A. anxium - A. apistum - A. augrhantum - A. basimarginatum - A. batis - A. brachycerum - A. brunneum - A. caliginosum - A. canaliculatum - A. caribbaeum - A. carinatum - A. carinifer - A. celastrinae - A. celenellum - A. chinense - A. chivense - A. chlamidatum - A. clandestinum - A. clathratum - A. clavellatum - A. clivicolum - A. coarctatum - A. concavum - A. concinnum - A. constantineanui - A. contractum - A. crassifemur - A. cushmani | - A. daisetsuzanum - A. delarvatum - A. depressum - A. diminutum - A. dioryctriae - A. dozense - A. drepanae - A. elongatum - A. emeiense - A. erectiusculum - A. exrufum - A. extensor - A. facetum - A. faciale - A. falcator - A. favoniuse - A. fennelli - A. ferale - A. ferrugineum - A. festivum - A. flaveolatum - A. flaviceps - A. flavifrontatum - A. flaviventris - A. flavomaculatum - A. flexorioides - A. flexorium - A. fulvipilum - A. fumipenne - A. fuscicorne | - A. garciai - A. gracilipes - A. gratiosum - A. hainanense - A. hakusense - A. halpee - A. hancocki - A. hilare - A. hyperetis - A. illinois - A. inclinatum - A. indicum - A. insculptum - A. interstitiale - A. japonicum - A. kikuchii - A. laevifrons - A. leptideae - A. leucostomum - A. lineiger - A. longipropodeum - A. luteiceps - A. lycaenae - A. macrurum - A. maderae - A. maruyamense - A. megadon - A. megahemicyclon - A. melleum - A. metallicum - A. minisculum - A. minutum | - A. nambui - A. nelsoni - A. newcombi - A. nigantennum - A. nigricorne - A. niikunii - A. nikkonis - A. nox - A. ohioense - A. omabense - A. omum - A. opaculum - A. operophterae - A. orbitale - A. oyeyamense - A. peritum - A. petilum - A. phlogeum - A. polyedricum - A. polyxenae - A. postscutellare - A. primulum - A. prismaticum - A. productor - A. provancheri - A. pseudargioli - A. punctatum - A. puncticulatum | - A. residuum - A. reticulatum - A. rhamphidum - A. ruficaudatum - A. rugifer - A. sagivvarium - A. santanai - A. sapporense - A. satoi - A. schizurae - A. scutellatum - A. seminigrum - A. sericeum - A. seyrigi - A. sichuanense - A. signatum - A. singaporense - A. spilonotum - A. striatifrons - A. striatum - A. sulcosum - A. suzukii - A. tainense - A. tamahonum - A. tenuipligatum - A. tibiale - A. tosense - A. toyamense - A. triangulum - A. tricarinatum - A. tricolor - A. trochanterale - A. turgidulum | - A. uchidai - A. validum - A. variegatum - A. varitarsum - A. wushanense - A. xingshanense - A. xinjiangense - A. yanshanense - A. zabriskiei - A. zebrinum - A. zhongdianense |